# Joanna Rutkowska

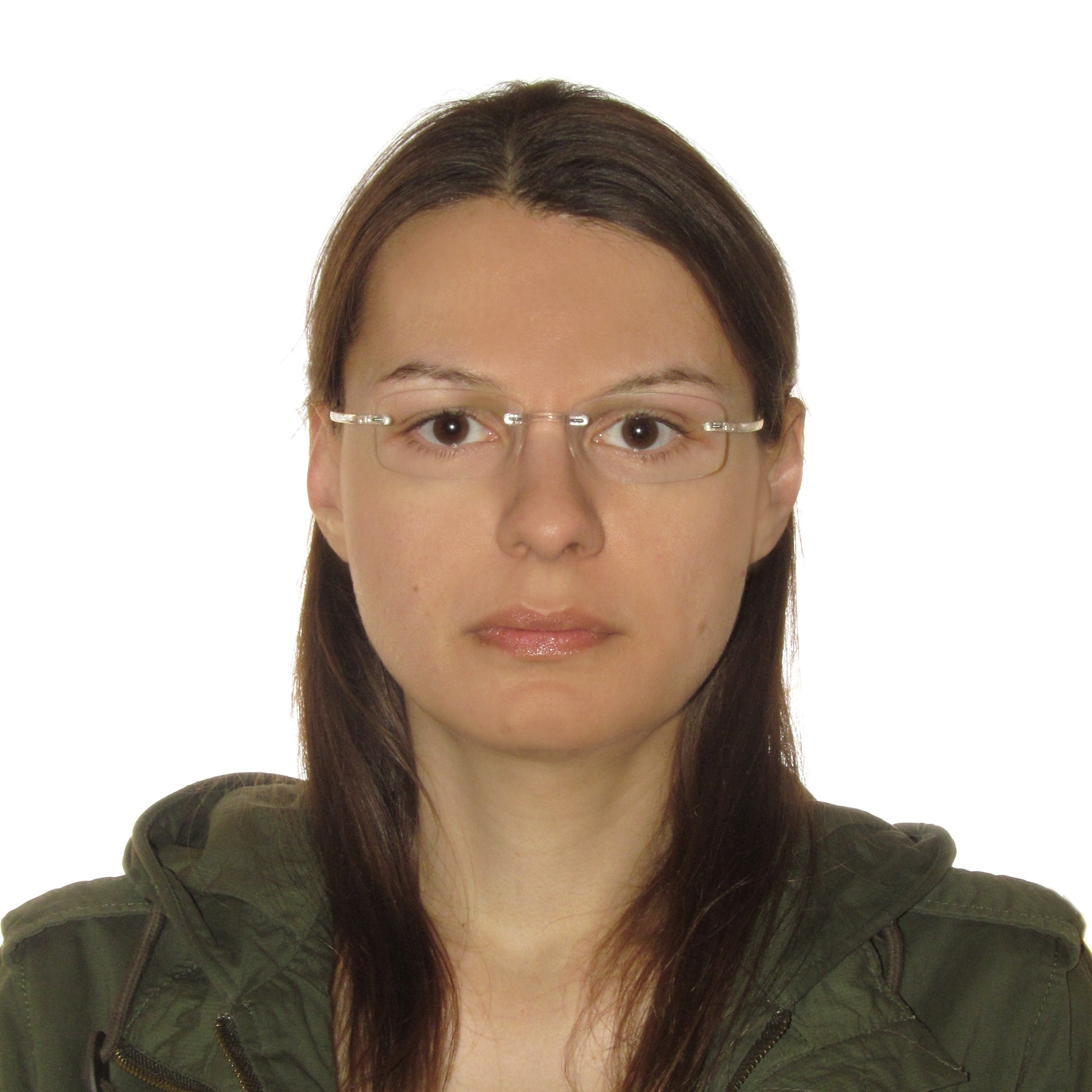
Joanna Rutkowska

Joanna Rutkowska ist eine polnische Hackerin und Spezialistin für Computersicherheit, die vor allem für ihre Forschungen im Bereich Malware im Allgemeinen und die Installation und das Verstecken von Backdoors in Microsoft Windows Vista im Speziellen bekannt ist.
Im August 2006 stellte Rutkowska auf der Black-Hat-Briefings-Konferenz zwei Methoden zur Umgehung von Sicherheitsmaßnahmen in Windows Vista Beta 2 vor – dafür wurde sie als eine der Five Hackers who Left a Mark on 2006 (dt. etwa: Fünf Hacker, die 2006 Bedeutendes geleistet haben) vom eWeek Magazine ausgezeichnet.
Die erste Methode, die Rutkowska auf der Konferenz vorstellte, umgeht Vistas Integritäts-Check, um so einen unsignierten Code in den laufenden Vista-Kernel injizieren zu können. Der von Microsoft daraufhin in den Release Candidate 2 eingebaute Fix hatte nur mäßigen Erfolg in der Beseitigung der Schwachstelle. Die zweite Methode, eine Rootkit-Technologie, ermöglicht es potenziell schädlichem Code, seine Präsenz durch den Einsatz von CPU-Virtualisierung zu verstecken.
Bei den Black Hat Briefings im März 2007 hielt Rutkowska eine Rede, in der sie zeigte, dass bestimmte Arten von hardwarebasierten Rootkit-Erkennungsmechanismen ausgehebelt werden können. Um nicht erkannt zu werden, wurde ein Programm namens Blue Chicken entwickelt, das wiederum selber Timinganalysen erkennt und für kurze Dauer aus dem Virtual Memory verschwindet, sodass die Latenz während der Analyse normal ist.
Auf der Black Hat Konferenz 2008 stellte sie zusammen mit Alexander Tereshkin und Rafał Wojtczuk die Trilogie 0wning Xen vor, in der sie beschreibt, wie man über DMA Code in den Xen Hypervisor einschleusen und diesen mit Ring-0-Rechten ausführen kann. Ähnlich wie beim Blue Pill-Rootkit ist auch dieses Hypervisor-Rootkit kaum nachweisbar.
Im April 2011 stellte sie mit ihrem Team die erste Beta der Linux-Distribution Qubes OS vor, welches auf Sicherheit durch Virtualisierung setzt und auf Basis von Fedora 14 läuft. Mittels eines Xen-Hypervisors laufen Anwendungen in voneinander abgeschotteten virtuellen Maschinen.
Im April 2007 gründete Rutkowska das „Invisible Things Lab“, ein Unternehmen in Warschau, welches Betriebssystemsicherheit erforscht und verschiedene Beratungen im Computerbereich anbietet.